# Nie można pocałować panny młodej
Nie można pocałować panny młodej (ang. You May Not Kiss the Bride) – amerykański film komediowy z 2011 roku.

## Treść
Bryan Lighthouse, fotograf zwierząt, zostaje zmuszony do poślubienia Mashy, córki wpływowego chorwackiego gangstera, Vadika Nikitina. Ojciec dziewczyny chce, aby Masha dostała zieloną kartę i mogła zamieszkać w Stanach Zjednoczonych. Lighthouse ma świadomość, że nie może dotknąć kobiety, gdyż naraziłby się tym na gniew Nikitina. Aby utrzymać pozory, para wyjeżdża w podróż poślubną do tropikalnego kurortu, gdzie Masha zostaje porwana.

## Obsada
- Dave Annable – Bryan Lighthouse
- Katharine McPhee – Masha Nikitin
- Ken Davitian – Vlatko Nikitin
- Rob Schneider – Ernesto
- Mena Suvari – Tonya
- Tia Carrere – Lani
- Vinnie Jones – Brick
- Kathy Bates – Bryan's mother
- Kevin Dunn – Agent Ross
- Howard Bishop – Agent Meyers
- Jeanne Rogers – Borislava Nikitin
- Paul Leo Klink